# Immersion
Immersion är ett amerikanskt företag som har utvecklat tekniken som gör det möjligt att använda skakfunktioner i till exempel handkontroller till TV-spel. Tekniken är bl.a. använd av Nintendo, Sony och Microsoft varav de bägge senare bolagen inte har betalt för användandet av Immersions patent varpå företaget har stämt dem för patentbrott. För att slippa betala skadestånd valde Microsoft att köpa in sig i företaget och äger därmed en del av Immersions konstruktioner, Sony har valt att ta bort skakfunktionen i sina kommande handkontroller. Immersion har utvecklat en ny och mer mångsidig skakfunktion som kallas Touch Sense .